# (33520) Ichige
1999 GE38 (asteroide 33520) é um asteroide da cintura principal. Possui uma excentricidade de 0.06551880 e uma inclinação de 9.05238º.
Este asteroide foi descoberto no dia 12 de abril de 1999 por LINEAR em Socorro.